# Jean-Pierre Dantan
Pour les articles homonymes, voir Dantan.
Jean-Pierre Dantan, dit Dantan le Jeune, né 28 décembre 1800 à Paris et mort le 6 septembre 1869 à Baden, est un sculpteur et caricaturiste français.
Il est le frère du sculpteur Antoine Laurent Dantan, dit l’Ainé (1798-1878), et est réputé pour sa série de portraits-charges de ses contemporains.

## Biographie
Formé d’abord par l’apprentissage auprès de son père Jean-Pierre Dantan, sculpteur sur bois, Jean-Pierre Dantan entre à l’École des beaux-arts de Paris en 1823 et suit les cours du sculpteur François-Joseph Bosio. Il se lança vite, à partir de 1826, dans la caricature dessinée et sculptée après la création admirée de sa statuette représentant César Ducornet (1805-1856) sous l’aspect réaliste d’un poète miséreux.
Il réalise des centaines de petits bustes de 20 à 60 cm qui sont édités en plâtre ou en bronze : il commercialise ses caricatures et portraits de la société de son temps dans une salle du passage des Panoramas, dite « musée Dantan ». Grandville, Ramelet et Lepeudry en produiront une suite lithographiée, intitulée Muséum Dantorama, pour Susse et imprimée par Aubert et Junca (1835).
Ces portraits-charges représentant les célébrités de la politique (Talleyrand, William Douglas, Hamilton, Louis-Philippe…), des arts (Beethoven, Paganini, Verdi, Liszt, Joseph-Nicolas Robert-Fleury…) et des lettres (Victor Hugo, Balzac, les frères Delavigne…) connaîtront un grand succès : on les trouve aujourd’hui dans les musées de nombreux pays, en particulier à Paris au musée Carnavalet.
Ces statuettes ont inspiré son contemporain Honoré Daumier pour ses portraits-charges de parlementaires conservés au musée d'Orsay.
Dantan jeune est réputé jouer aux dominos. Il fonde vers 1838 et anime dans son atelier durant au moins 27 ans un club de joueurs de dominos ou dominotiers, qui s'adonnent à ce jeu ainsi qu'aux jeux de mots.
Il est enterré à Paris au cimetière du Père-Lachaise (4e division), comme son frère, dans la concession familiale décorée par les deux frères de médaillons de Dantan père et Dantan jeune par Antoine-Laurent et médaillons de Mme Dantan et de Dantan l’aîné par Jean-Pierre.
La lignée artistique des Dantan s’est prolongée avec le peintre Édouard-Joseph Dantan (1848-1897), connu pour des œuvres comme l’Atelier du sculpteur, Un entracte à la Comédie-Française ou Un coin du Salon.

## Œuvres dans les collections publiques

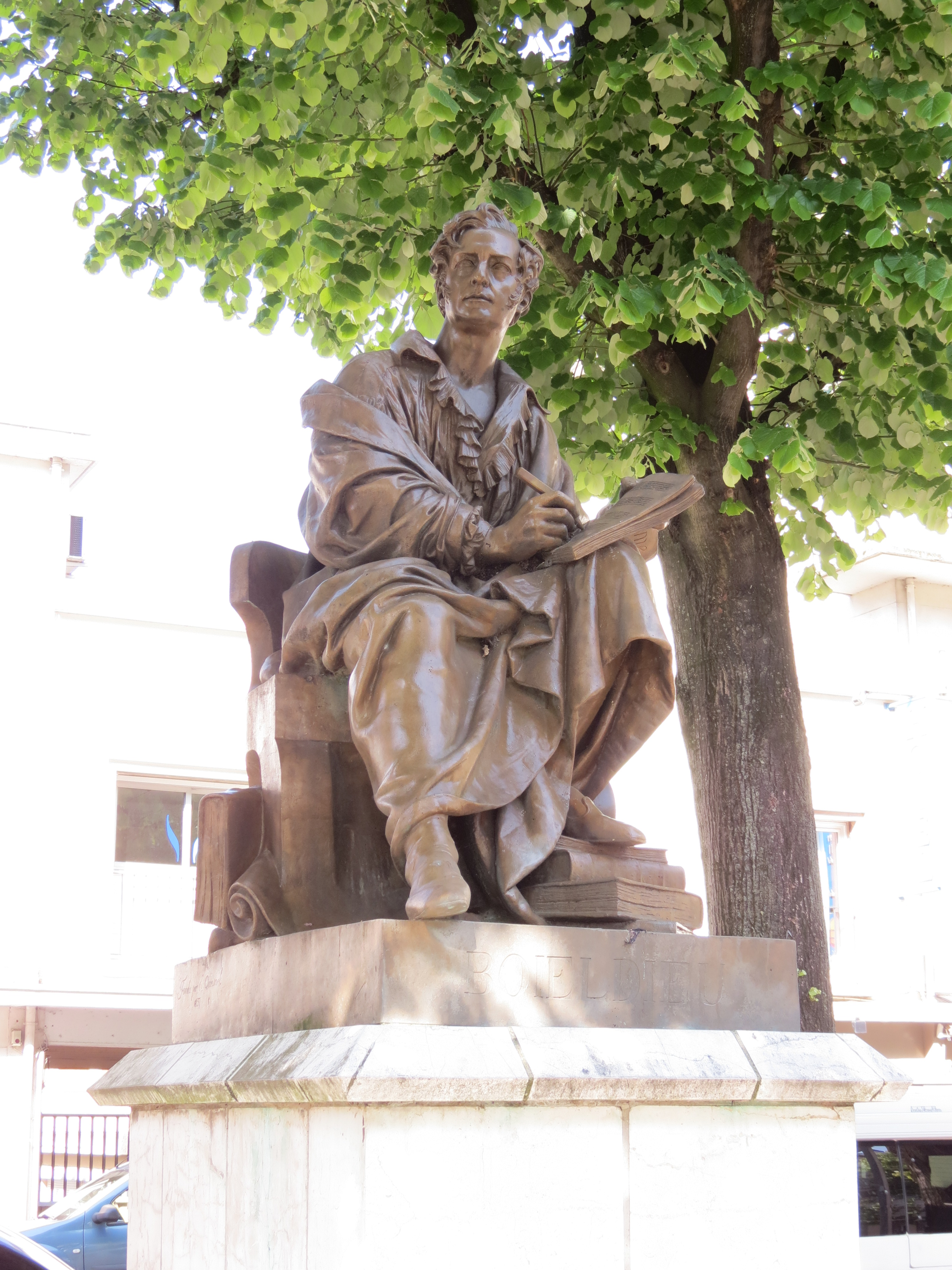
Monument à François Adrien Boieldieu (1839), Rouen, place du Gaillardbois.

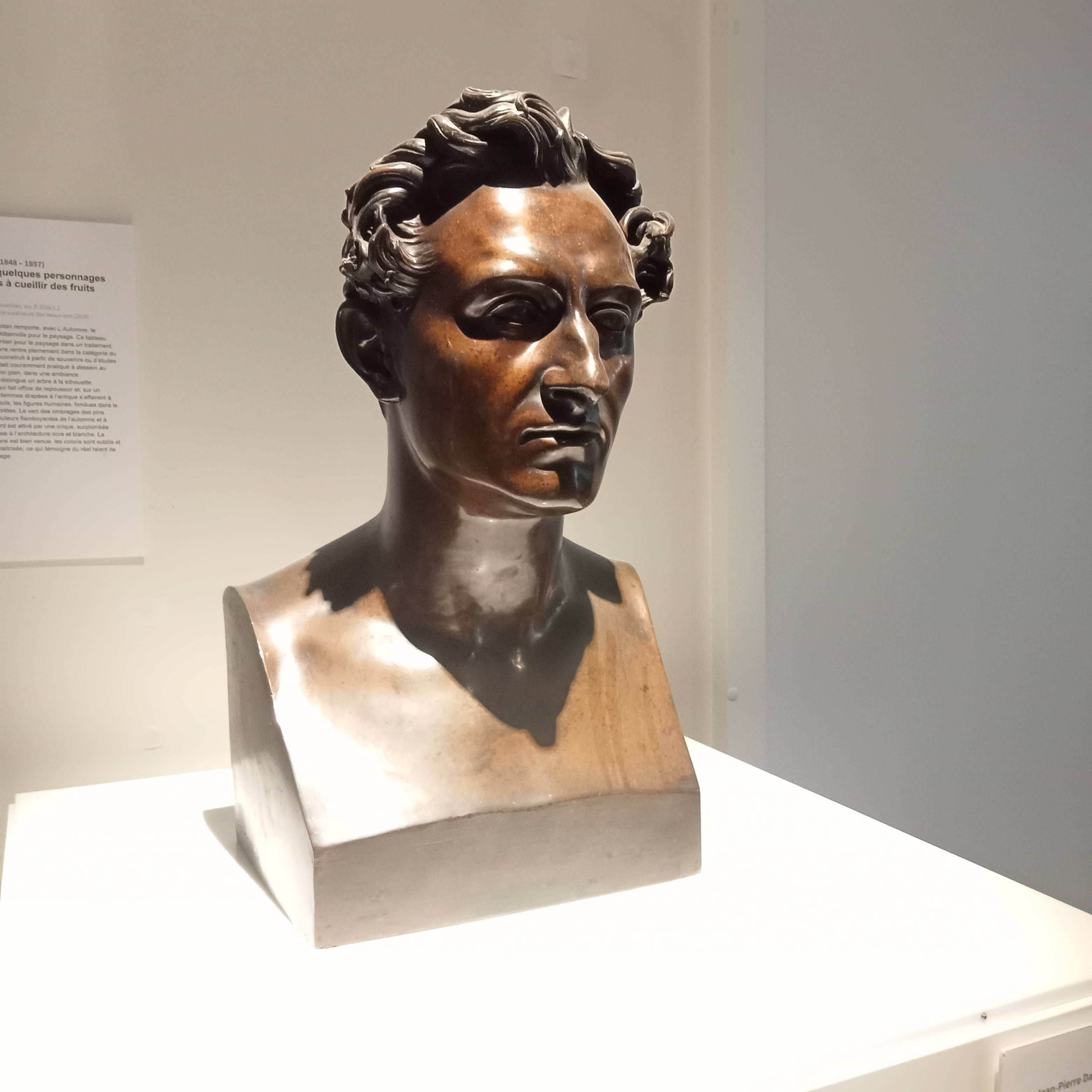
Buste, autoportrait (Musée des Avelines, Saint-Cloud)

- Dijon, musée Magnin : Un chef d'orchestre.
- Grenoble, musée de Grenoble : Buste d'Antoine Clot dit Clos-Bey.
- Nemours, Château-Musée : Virginie Déjazet (1798-1875), comédienne, 1836, plâtre, 25 x 18 x 9 cm. 1907.78.1
- Paris :
  - musée Carnavalet :
    - Autoportrait, 1832, bronze ;
    - Eugène Isabey, 1831 ;
    - Nicolo Paganini, 1832, plâtre ;
    - Franz Liszt (1811-1886), compositeur et pianiste austro-hongrois. Charge dite “à la chevelure”, 1836, plâtre[4] ;
    - Pierre-Jules Mêne, buste, 1850 ;
    - Charge de la loge du Théâtre des Italiens à Paris (avec le Persan), 1862 ou 1867, plâtre ;
    - Portrait sérieux d'Alexandre-Louis-Marie-Théodore Richard, 1835, buste en hermès[5] ;
    - Série des Rébus :
      - Pierre-Frédéric Achard ;
      - Domenico Dragonetti ;
      - Louis Auzoux ;
      - Adolphe Adam ;
      - Hector Berlioz, 1833, plâtre ;
      - Louis Huart ;
      - Victor Hugo, 1832, plâtre ;
      - Mathieu Orfila, 1838, plâtre.
      - Adolphe Sax, 1845, plâtre.

  - Muséum national d'histoire naturelle : Bust de Jack, 1836, bronze.
- Pont-Audemer, musée Alfred-Canel : Goguain, rédacteur de la revue de Rouen, 1853, plâtre.
- Randan, Domaine royal : 32 portraits-charges, plâtre.
- Rouen, place du Gaillardbois : Monument à François Adrien Boieldieu, 1839, bronze[6],[7].
- Saint-Cloud, Musée des Avelines, Autoportrait 1891, bronze.

Portraits-charges par Jean-Pierre Dantan
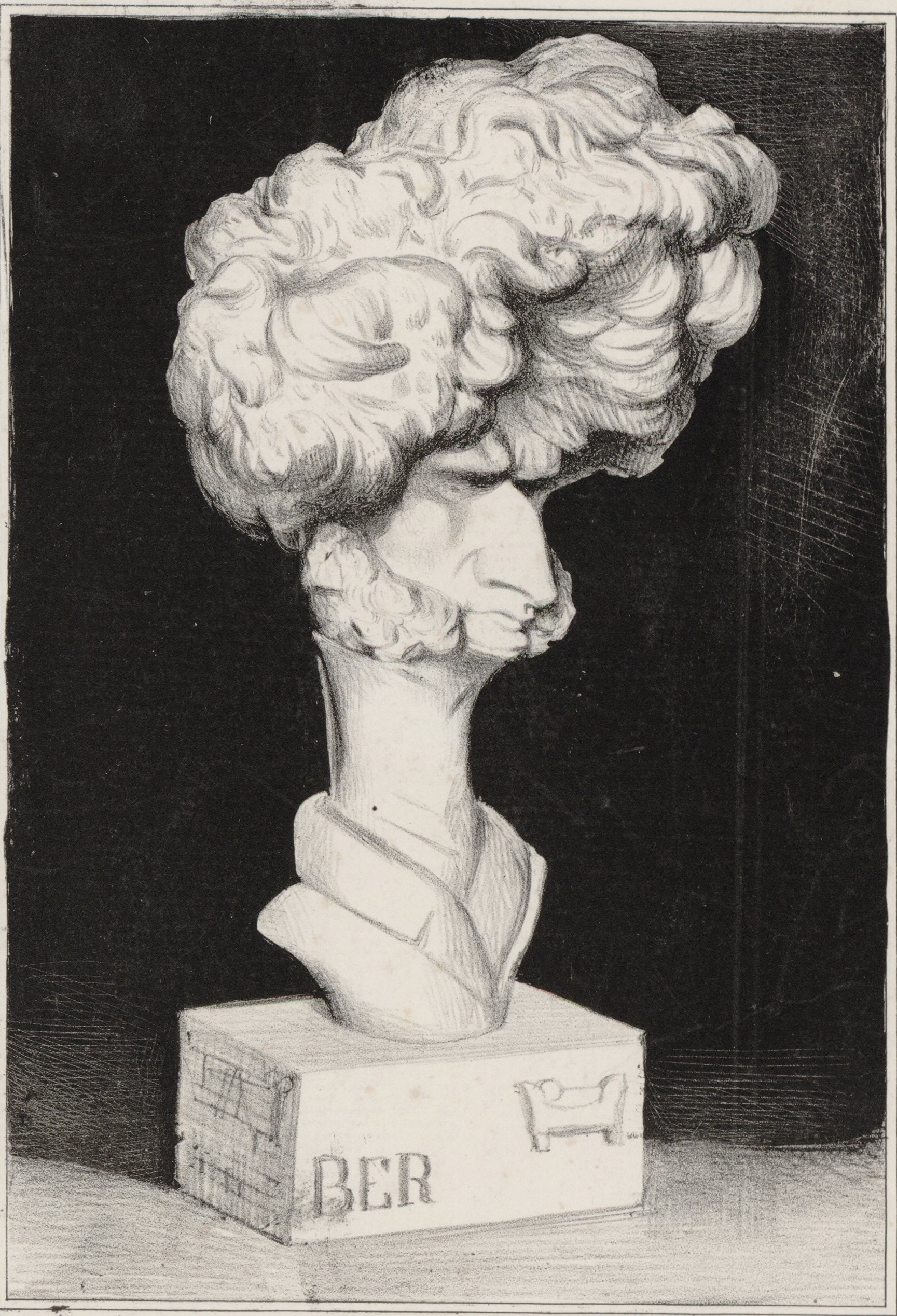
Hector Berlioz, lithographie de Charles Ramelet d'après le buste de Dantan, Paris, Bibliothèque nationale de France.
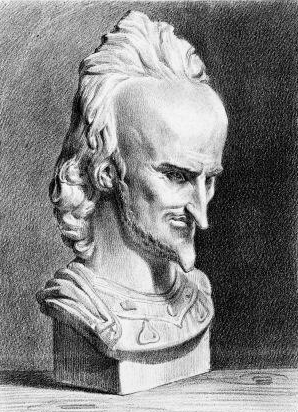
Nicolas-Prosper Levasseur, lithographie de Granville d'après le buste de Dantan, Paris, Bibliothèque nationale de France.
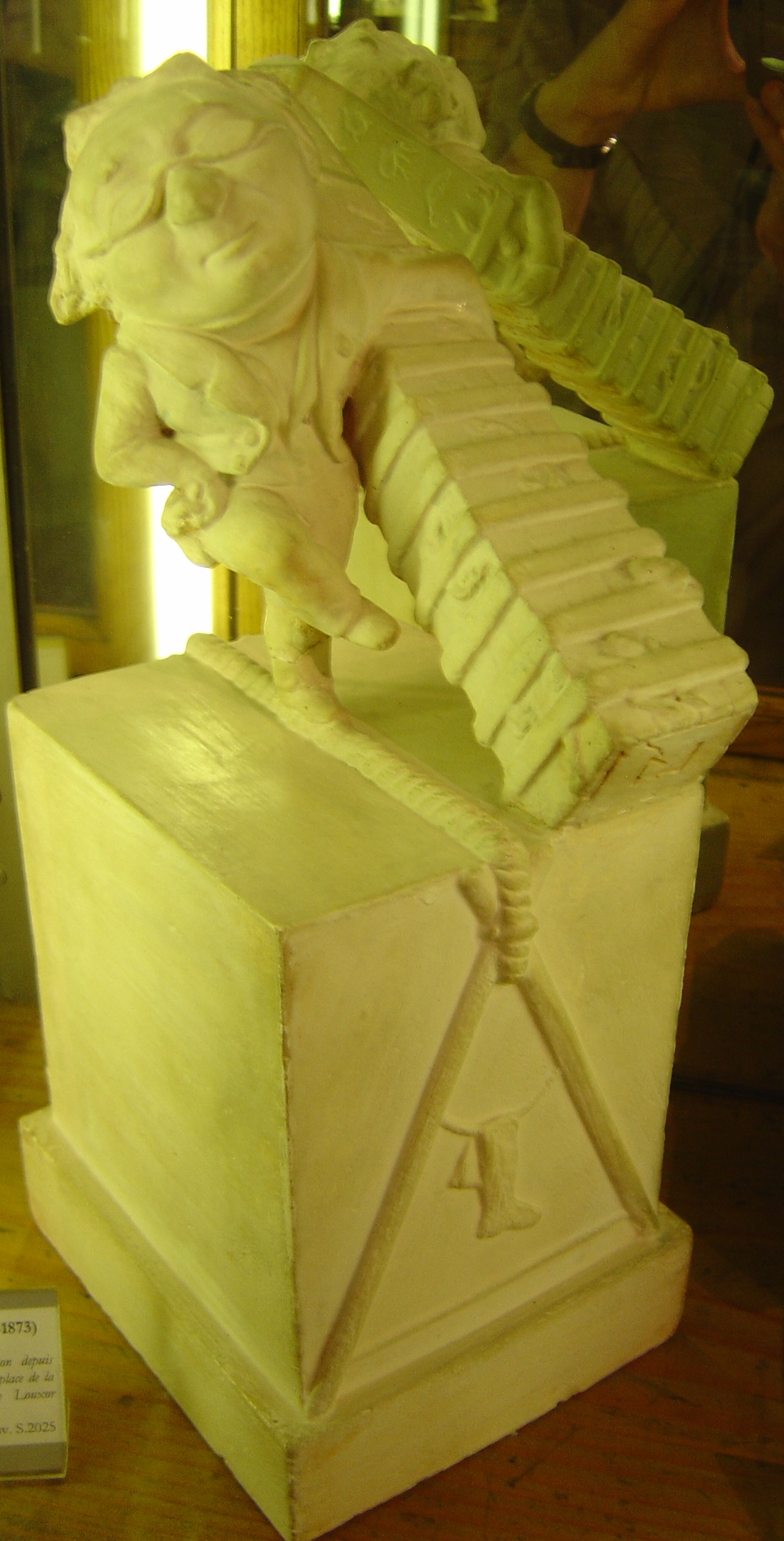
Apollinaire Lebas, Paris, musée Carnavalet.
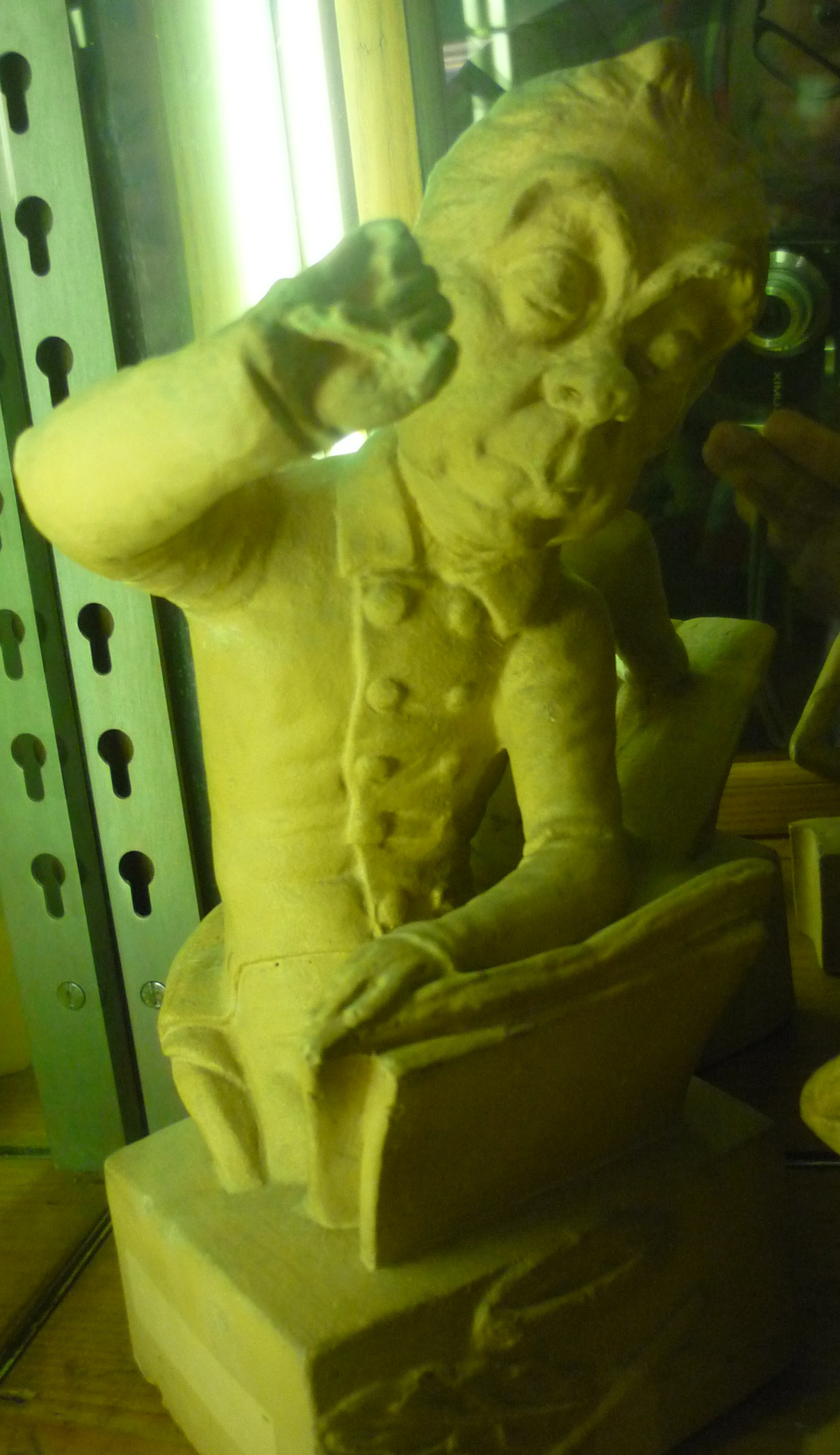
Philippe Musard, Paris, musée Carnavalet.
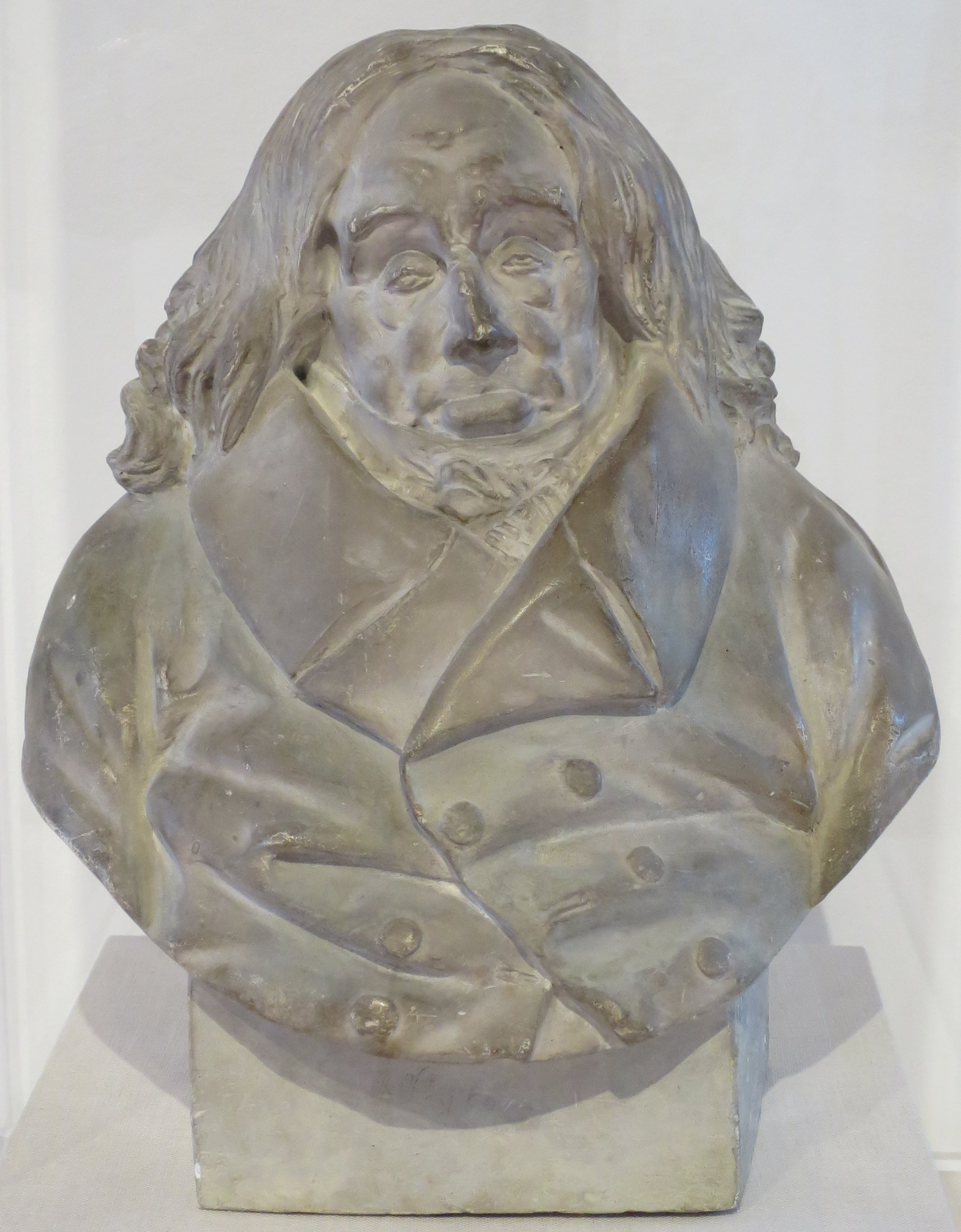
Charles-Maurice de Talleyrand-Périgord (1833), plâtre, Atlanta, High Museum of Art.

## Élèves
- Jules Clément
- Gustave Deloye
- Prosper d’Épinay